# Osella FA1M-E
La Osella FA1M-E è una monoposto di Formula 1 costruita dalla Osella Corse per partecipare al campionato mondiale di Formula 1 1990.

## La vettura
La FA1M-E era un aggiornamento minimo della FA1M usata l'anno precedente, con il passo allungato di 10 mm e le molle delle sospensioni riportate nel muso della macchina, dopo che sulla FA1M furono portate sulla monoscocca dell'abitacolo. Anche per la stagione 1990 viene adottato un motore Ford Cosworth DFR preparato dalla Hart.

## Le stagioni

### 1990
Per la stagione 1990 la Osella schierò una sola vettura affidata a Olivier Grouillard. La FA1M-E debuttò al Gran Premio di San Marino, dove si ritirò al cinquantaduesimo giro a causa di un problema ad un cuscinetto di una ruota. Complessivamente, la FA1M-E riuscì a qualificarsi a 7 delle 14 gare disputate, ottenendo come miglior risultato un tredicesimo posto al Gran Premio del Canada. Le prestazioni calarono in particolare nella parte centrale della stagione, in cui Grouillard mancò la qualificazione a quattro Gran Premi. Al Gran Premio del Belgio la FA1M-E ha ricevuto un nuovo sottoscocca migliorando la competitività della vettura ma rimasero i problemi di affidabilità dei cuscinetti delle ruote, che costrinsero la vettura al ritiro nelle rimanenti gare che riuscì a disputare.

### 1991
Nel novembre 1990 la squadra Osella di Formula 1 fu venduta a Fondmetal, già sponsor principale del team, e la FA1M-E venne usata per i primi due Gran Premi della stagione 1991 con al volante Grouillard in attesa della disponibilità della Fondmetal Fomet 1, che debuttò al Gran Premio del Brasile dopo che la FA1M-E mancò la prequalificazione in entrambi i Gran Premi a cui fu iscritta.

## Risultati
| Anno | Team             | Motore                   | Gomme | Piloti     |  |  |     |    |    |    |     |    |    |     |    |     |    |     |    |     | Punti | Pos. |
| ---- | ---------------- | ------------------------ | ----- | ---------- |  |  | --- | -- | -- | -- | --- | -- | -- | --- | -- | --- | -- | --- | -- | --- | ----- | ---- |
| 1990 | Fondmetal Osella | Ford Cosworth DFR 3.5 V8 | P     | Grouillard |  |  | Rit | NQ | 13 | 19 | NPQ | NQ | NQ | NPQ | 16 | Rit | NQ | Rit | NQ | 13* | 0     | 16º  |

| Anno | Team             | Motore                   | Gomme | Piloti     |     |     |  |  |  |  |  |  |  |  |  |  |  |  |  |  | Punti | Pos. |
| ---- | ---------------- | ------------------------ | ----- | ---------- | --- | --- |  |  |  |  |  |  |  |  |  |  |  |  |  |  | ----- | ---- |
| 1991 | Fondmetal F1 SpA | Ford Cosworth DFR 3.5 V8 | G     | Grouillard | NPQ | NPQ |  |  |  |  |  |  |  |  |  |  |  |  |  |  | 0     | 16º  |

* Indica quei piloti che non hanno terminato la gara ma sono ugualmente classificati avendo coperto, come previsto dal regolamento, almeno il 90% della distanza totale.